# Лез-Уш
Лез-Уш, Лезуш или Ле-Уш (фр. Les Houches) — коммуна в долине Шамони, у северного подножия массива Монблана, в департаменте Верхняя Савойя юго-восточного региона Овернь — Рона — Альпы Франции.
Расстояние до Шамони — 6 км; до Женевы — 60 км.

## Специализация
Основная специализация — горнолыжный курорт. Лыжные трассы Лез-Уша расположены на высоте от 950 до 1900 м. Протяжённость лыжных трасс достигает 55 км, из них 2 чёрные трассы (самый высокий уровень сложности), на одной из которых «La Verte des Houches» проводятся соревнования по скоростному спуску на Кубок мира по горным лыжам, 13 красных трасс, 7 голубых и 4 зелёных.
Имеется 18 горнолыжных подъёмников: 1 маятниковый, 1 гондольный, 6 кресельных и 10 бугельных.
Кроме горных лыж имеется возможность заниматься равнинными лыжами, катанием на коньках, на собачьих упряжках, на вертолётах, парапланеризмом, а летом — пешие прогулки, маунтинбайк.
В Лез-Уше находится самая большая в Альпах ферма сенбернаров.
Имеется большой скалодром площадью 1250 кв.м. для занятия скалолазанием в помещении.
Также в Лез-Уше с 1951 проводится знаменитая физическая школа (фр. École de Physique des Houches).

## Население
| 1962  | 1968  | 1975  | 1982  | 1990  | 1999  | 2006  |
| ----- | ----- | ----- | ----- | ----- | ----- | ----- |
| 1186  | ↗1243 | ↗1474 | ↗1766 | ↗1947 | ↗2706 | ↗3067 |
| 2008  | 2013  | 2015  | 2016  | 2017  | 2018  | 2019  |
| ↗3100 | ↘2939 | ↘2934 | ↗3003 | ↘2943 | ↗2976 | ↗3007 |
| 2020  | 2021  | 2022  |       |       |       |       |
| ↗3177 | ↗3353 | ↗3529 |       |       |       |       |

## Транспорт
Через Лез-Уш проходит национальная дорога 205, которая проходит также через Шамони и связывает север Италии через Монбланский тоннель c Швейцарией (Женева) и Францией (Лион).
Железная дорога Saint-Gervais — Vallorcine проходит через Лез-Уш и далее по долине Шамони.

## Побратимы
- Красная Поляна, Сочи, Краснодарский край, Россия